# 孫慎行
孫慎行（1565年—1636年），字聞斯，號淇澳，直隸武進縣（今江蘇常州市武進區）人，祖籍濠州，明朝政治人物，萬曆乙未探花。

## 生平
开国功臣燕山忠愍侯孙兴祖之后，外祖父是明代著名文学家、才子唐順之。自幼受唐順之影響，用功讀書。萬曆二十二年（1594年）甲午科順天鄉試第四十一名舉人，萬曆二十三年（1595年）中乙未科聯捷一甲第三名進士（探花），授翰林院编修，二十七年丁父憂，三十一年七月復除原职，三十四年十二月升右中允兼编修，三十七年十二月升左谕德兼侍讲，三十九八月升左庶子，晋少詹事，四十一年五月累官禮部右侍郎兼翰林院侍读学士、署部事。四十二年八月回籍养病。精研理學，並講學東林書院，“從宗門人手，與天寧僧靜峰，參究公案，無不了然”。
天啟元年（1621年）任禮部尚書，因彈劾大學士方從哲進薦李可灼之紅丸案，為權貴所忌。天啟二年（1622年）託病辭官。魏忠賢作《三朝要典》，對紅丸案進行翻供，認定孫慎行、王之寀、楊漣等人才是禍首，議戍寧夏，不久魏忠賢垮台，得免此禍。崇禎元年（1628年）命以故官協理詹事府事，力辭不就。崇禎八年（1635年）令推為閣臣，入北京不久即病亡。卒贈太子太保，諡文介。

## 評價
明末思想家刘宗周受孫慎行影響頗深，曾這樣評論說：“近看孙淇澳书，觉更严密。谓自幼至老，无一事不合于义，方养得浩然之气，苟有不慊则馁矣。是故东林之学，泾阳导其源，景逸始入细，至先生而集其成矣。”

## 著作
著有《中庸慎獨義》、《史左編》、《玄宴齋集》等十四種，三百二十多卷。

## 家族
曾祖孫鑾，辛巳進士、行太僕寺卿。祖孫洲，國子生。父孫臬，國子生。母唐氏。严侍下。娶李氏。

## 延伸阅读
[在维基数据编辑]
 《明史卷二百四十三》，出自《明史》